# Elizabeth Berridge
Elizabeth Berridge é uma atriz estadunidense de cinema e teatro.

## Vida
Berridge nasceu em New Rochelle, Nova York, filha de George Berridge, um advogado, e de Mary L. Berridge, uma assistente social. Ela e sua família viveram em Larchmont, New York, lugar em que participou da Chatsworth Elementary School, onde começou a cantar e atuar. Devido aos seus compromissos de atuação, Elizabeth recebeu seu diploma por meio de um programa de estudo independente em Mamaroneck High School. Elizabeth destacou-se em seu papel no filme "Amadeus", grande sucesso de 1984, que retrata a vida de Mozart. Elizabeth fazia o papel de Constanze Mozart, esposa de Wolfgang Mozart (Tom Hulce)
Em 2001, ela casou com o ator Kevin Corrigan, quem ela conheceu em um set de filmagem de um filme independente chamado Broke Even. Eles têm uma filha, Sadie Rose Corrigan.

## Filmografia
- Natural Enemies (1979) .... Sheila Steward
- The Funhouse (1981) .... Amy Harper
- Texas (1980–1982) TV Series .... Allison Linden
- Amadeus (1984) .... Constanze Mozart
- Silence of the Heart (1984) (TV) .... Penny Jacobs
- Smooth Talk (1985) .... June
- Five Corners (1987) .... Melanie
- Leg Work - Peaches (1987) TV Episode .... Peaches
- Home Fires Burning (1989) (TV) .... Francine Tibbetts
- Miami Vice - The Lost Madonna (1989) TV Episode .... Julia Scianti
- The Equalizer - Endgame (1989) TV Episode .... Susan Wilhite
- Montana (1990) (TV) .... Lavetta
- When the Party's Over (1992) .... Frankie
- The Powers That Be Charlotte (1992) TV Series .... Charlotte
- The John Larroquette Show (1993–1996) TV Series .... Officer Eve Eggers
- Touched by an Angel - The Trigger (1998) TV Episode .... Holly
- Payback (1999) (uncredited) .... Hooker in Bar
- Broke Even (2000) .... Leslie
- When Billie Beat Bobby (2001) (TV) .... Rosie Casals
- Still Standing - Still Changing (2003) TV Episode .... Sandy Hartwick
- Hidalgo (2004) .... Annie Oakley
- Yes, Dear - Shirley Cooks with Love (2004) TV Episode .... Wedding guest on videotape
- Grounded for Life - Crazy (2005), Pictures of Willy (2004), and Love Child (2001) TV Episodes .... Amy
- Break a Leg (2005) .... NY Girl
- Please Give .... Elyse